# James M.L.
De James M.L. (Military Lightweight) was een lichte motorfiets die het Britse merk James produceerde van 1943 tot 1948.

## Voorgeschiedenis
James was een van de oudste Britse motorfietsmerken. Het begon al in 1902 met de bouw van gemotoriseerde fietsen, maar het ontwikkelde zich al snel tot een van de topmerken. Het was vaak bij de voorlopers als het ging om moderniseringen, zoals trommelremmen, volledige kettingaandrijving, kopklepmotoren enz. Aanvankelijk leverde het zware motorfietsen van 500- en 600 cc, waarbij ook een aantal als zijspantrekker bedoelde modellen. Begin jaren dertig schakelde het tijdig over op lichtere modellen, die als gevolg van de Grote Depressie ook nodig waren. Daarom werd het failliete merk Baker overgenomen. Dat was gespecialiseerd in de bouw van lichte inbouwmotoren.

## M.L.
Tijdens de Tweede Wereldoorlog werd de fabriek vernield, maar al in 1943 werd de productie weer opgestart met de James M.L. (Militairy Lightweight). Intussen was de markt voor zware motorfietsen in handen van slechts twee grote concerns: Associated Motor Cycles met de merken AJS en Matchless en de BSA-Group met BSA, Ariel en Sunbeam.
De M.L. was een vooroorlogs ontwerp dat werd aangepast aan militair gebruik, vooral voor luchtlandingstroepen. Voor het vervoer en afwerpen in kratten waren de voetsteunen opklapbaar en kon het stuur eenvoudig worden losgeklikt en gedraaid, zodat het dwars op de motorfiets stond en een smalle krat kon worden gebruikt.
In 1943 werden de eerste M.L.'s uitgeleverd. Er werden er tot begin 1945 waarschijnlijk ongeveer 7.000 aan het War Department verkocht, maar de laatste bestelling (framenummers ML 7001 tot ML 10.000) werden afbesteld omdat het einde van de oorlog naderde.
Vanaf 1945 werden de restanten van de militaire M.L. in "civiele" kleuren gespoten. Aanvankelijk was dat zwart met zilverkleurige tankflanken en goudkleurige biezen, vanaf de tweede helft van 1946 bordeauxrood met zilverkleurige tankflanken.Dit waren feitelijk nog steeds de militaire voorraden met opklapbare voetsteunen, draaibaar stuur en een cilindervormig gereedschapskastje. Vanaf 1947 vervielen deze elementen. De productie eindigde in 1948. De James M.L. werd opgevolgd door de James Cadet.